# Equilíbrio espacial
O equilíbrio espacial, entre mercados geograficamente separados pode ser calculado, analisando a distribuição logística de cada um dos mercados e aplicando-se um programa matemático, nomeadamente, um programa matemático de maximização, (Samuelson, 1952, cit. por (Lemos et al., - Corredor centro-leste: sistemas de transporte de Minas Gerais na perspectiva de eixos de desenvolvimento e integração, p. 14).
Ao considerarmos duas ou mais regiões, sabendo o preço que se praticam nos seus mercados e o custo de transporte das mercadorias entre regiões, é possível verificar qual é a região importadora e qual é a região exportadora, isto é pode vereficar-se se existe ou não fluxo de comércio inter-regional. Quando o equilíbrio é atingido, as exportações de uma região para outra são iguais às importações desta última para a primeira e o preço de um produto na região exportadora e o preço do mesmo produto na região imporatdora é igual ao custo de transporte de produtos entre a região exportadora e a região importadora (Machado, 2006).

## Custos de transporte
Nos mercados espacialmente separados, o preço de um determinado bem, pode não ser exactamente o mesmo. Se as curvas da oferta e da procura de um produto se cruzam a um nível mais elevado num mercado ou noutro, o preço mais elevado manter-se-à nesse mercado, desde que os consumidores do mercado, que pratica o preço mais elevado não pensem em aquirir esse produto noutra parte, ou então se, os produtores do mercado que pratica preços mais baixos não considerem vantajoso transportar os seus produtos para o mercado de preços mais altos (Richardson, 1981, p. 27).
Considerando duas regiões, Região 1 e Região 2, separadas geograficamente, cujo custo de transporte por unidade de produtos exportados da Região 1 para a Região 2 é {\displaystyle T_{12}} e o custo de transporte por unidade de produtos exportados da Região 2 para a Região 1 é {\displaystyle T_{21}}, estes não têm de ser exactamente os mesmos. Isto é, os custos de transporte podem não ser funções lineares da distância geográfica, além de que, as vias de transporte podem ser ou não reversíveis e os custos incluirem seguros, juros ou outras taxas (Machado, 2006).

## Preços de equilíbrio
Admitindo que os preços de equilíbrio entre a oferta e a procura regionais são {\displaystyle A_{1}} e {\displaystyle A_{2}}, não considerando o comércio inter-regional, admitindo que não há restrições ao comércio entre os dois mercados, após as trocas comerciais, podemos verificar quais são os preços {\displaystyle P_{1}} e {\displaystyle P_{2}}, além de outras particularidades do equilíbrio em ambas as regiões:
• Se {\displaystyle A_{1}} for menor que {\displaystyle A_{2}} e {\displaystyle A_{1}} mais {\displaystyle T_{12}} for menor que {\displaystyle A_{2}}, isto é, {\displaystyle A_{2}} menos {\displaystyle A_{1}} for maior que {\displaystyle T_{12}}, há comércio inter-regional.
•Se {\displaystyle A_{1}} mais {\displaystyle T_{12}} for maior que {\displaystyle A_{2}}, isto é, {\displaystyle A_{2}} menos {\displaystyle A_{1}} for menor que {\displaystyle T_{12}}, os produtos não passam da Região 1 para a Região 2.
•Se {\displaystyle A_{1}} for maior {\displaystyle A_{2}} e {\displaystyle A_{2}} mais {\displaystyle T_{12}} for menor que {\displaystyle A_{1}}, isto é, se {\displaystyle A_{1}} menos {\displaystyle A_{2}} for maior que {\displaystyle T_{21}}, há também comércio inter-regional.
•Se {\displaystyle A_{2}} mais {\displaystyle T_{21}} for maior que {\displaystyle A_{1}}, ou {\displaystyle A_{1}} menos {\displaystyle A_{2}} for menor que {\displaystyle T_{21}} não há fluxo de produtos da Região 2 para a Região 1 (Machado, 2006).
Então, se os preços inter-regionais diferirem inferiormente do custo unitário de transporte, não haverá comércio inter-regional, pois, {\displaystyle P_{1}} é igual a {\displaystyle A_{1}} e {\displaystyle P_{2}} é igual a {\displaystyle A_{2}}. Se, por outro lado, a diferença entre os preços pré-comerciais for superior ao custo unitário de transporte, compensa aos produtores da região que pratica preços mais baixos exportar os seus produtos para o mercado da região cujos preços são mais elevados, isto, desde que, a diferença de preços entre os mercados das duas regiões possa cobrir ou ultrapassar as despesas de transporte. Quando os níveis de preços nos dois mercados das duas regiões diferirem rigorosamente do custo unitário de transporte no sentido do fluxo comercial, estamos perante um equilíbrio espacial, e, apenas neste caso, não é compensatório para os produtores exportar os seus produtos de uma região para a outra (Richardson, 1981, p. 28).
Tanto os níveis de preço de equilíbrio, {\displaystyle P_{1}} e {\displaystyle P_{2}}, assim como os fluxos inter-regionais de produtos, isto é quando {\displaystyle E_{12}} é igual a {\displaystyle -E_{21}}, onde {\displaystyle E} representa as exportações e {\displaystyle -E} as importações, são determinados pela procura e oferta em ambos os mercados das duas regiões e também pelos custos unitários de transporte, como se pode verificar no gráfico que se segue (Richardson, 1981, p. 28):

Analisando o gráfico, à esquerda, a intersecção de {\displaystyle D_{1}D_{1}} e {\displaystyle S_{1}S_{1}}, que representam as curvas da procura e oferta no mercado da Região 1, determina o preço de equilíbrio {\displaystyle A_{1}}. O mesmo acontece à direita, onde a intersecção de {\displaystyle D_{2}D_{2}} com {\displaystyle S_{2}S_{2}} determina o preço de equilíbrio {\displaystyle A_{2}}, relativamente à Região 2.
O equilíbrio é atingido no ponto em que
{\displaystyle E_{12}=-E_{21}}
e
{\displaystyle P_{1}+T_{12}=P_{2}}
De facto, com {\displaystyle A_{1}} menor que {\displaystyle A_{2}}, o eixo horizontal esquerdo, para a região de preço mais baixo (Região 1), é elevado em relação ao do lado direito, para a Região 2, no montante do custo unitário de transporte {\displaystyle T_{12}}, de onde se conclui que há exportação da Região 1 para a Região 2 até ser atingido o equilíbrio. Como {\displaystyle A_{2}} excede {\displaystyle A_{1}}, em mais do que {\displaystyle T_{12}}, conclui-se que a Região 1 exporta para a Região 2. Além disso, a oferta líquida é reduzida na Região 1 e aumentada na Região 2, {\displaystyle P_{1}>A_{1}}, ao passo que {\displaystyle P_{2}<A_{2}} (Richardson, 1981, p. 29).

### Exemplo
Considerando que (Machado, 2006):
na Região 1:
{\displaystyle D_{1}D_{1}(P_{1})=45-5P_{1}}
{\displaystyle S_{1}S_{1}(P_{1})=26+P_{1}}
na Região 2:
{\displaystyle D_{2}D_{2}(P_{2})=62-3P_{2}}
{\displaystyle S_{2}S_{2}(P_{2})=20+5P_{2}}
e
{\displaystyle T_{12}=T_{21}=1UM/unidade}
De modo a determinar-se o equilíbrio na Região 2, deve resolver-se a equação fazendo a procura igual à oferta, desenvolvendo-se em função do preço, isto é:
{\displaystyle 42-5P_{1}=26+P_{1}}
e
{\displaystyle A_{1}=22/3}
Fazendo-se o mesmo para a Região 2, temos que:
{\displaystyle 62-3P_{2}=20+5P_{2}}
e
{\displaystyle A_{2}=5,25}
Tendo em conta que {\displaystyle A_{1}=22/3} é menor que {\displaystyle 5,25}, (que é iqual a {\displaystyle A_{2}}) e {\displaystyle (22/3)+1} é menor que {\displaystyle 5,25}, o comércio é feito a partir da Região 1 (exportadora) para a Região 2 (importadora).
Na região que exporta, o excesso de oferta é {\displaystyle S_{1}S_{1}-D_{1}D_{1}}, então:
{\displaystyle E_{12}(P_{1})=26+P_{1}-(42-5P_{1})=6P_{1}-16}
Ao substituir-se o valor do preço calculado anteriormente {\displaystyle (A_{1}=22/3)} na equação, tem-se que:
{\displaystyle 6*(22/3)-16=0}.
No que diz respeito à região que importa, o excesso de procura é {\displaystyle D_{2}D_{2}-S_{2}S_{2}}, logo:
{\displaystyle -E_{12}(P_{2})=62-3P_{2}-(20+5P_{2})=42-8P_{2}}.
Uma vez mais, o excesso de procura na região que importa deve ser igual a zero, para {\displaystyle A2=5,25}:
{\displaystyle 42-8*5,25=0}.
Entre os dois mercados nas duas regiões, a condição de equilíbrio indica que, em equilíbrio, a vantagem entre o preço da região que exporta e o preço da região importadora é precisamente o custo de transporte {\displaystyle T_{12}}, ou seja:
{\displaystyle P_{2}-P_{1}=T_{12}}
ou
{\displaystyle P_{12}=P_{1}+T_{12}}
De modo a que o equilíbrio seja calculado, primeiro deve escrever-se a equação do balanço comercial, igualando as equações do excesso da oferta e da procura:
{\displaystyle 6P_{1}-16=42-8P_{2}}
Dada a condição de equilíbrio:
{\displaystyle 6P_{1}-16=42-8(P_{1}+T_{12})}
Resolvendo em ordem do preço desconhecido, tem-se que:
{\displaystyle P_{1}=(58-8T_{12})/14}
Sabendo que {\displaystyle T_{12}=1}, {\displaystyle P_{1}=3,57}.
Por outro lado, como {\displaystyle P_{2}=P_{1}+T_{12}}, então {\displaystyle P_{2}=4,57}.
Assim, já existem dados suficientes para calcular os fluxos inter-regionais de produtos para as regiões exportadora e importadora:
{\displaystyle E_{12}(3,57)=26+3,57-(42-5*3,57)=5,43}
{\displaystyle -E_{12}(4,57)=62-3*4,57-(20+5*4,57)=5,43}
O valor do custo de transporte, {\displaystyle T_{12}}, a partir do qual deixa de haver fluxo de produtos entre as duas regiões, é dado por:{\displaystyle T_{12}>A_{2}-A_{1}}, isto é:
{\displaystyle T_{12}>5,25-(22/3)=2,58}.

## Situações com mais de duas regiões
Existem duas condições fundamentais para o equilíbrio espacial geral de um determinado produto, sendo tais condições suficientes para garantir o equilíbrio em n regiões, assim como no caso de apenas duas regiões:
• É necessário que o somatório das exportações seja igual a zero, quando as importações são consideradas, por exemplo negativas;
• É necessário também, que o preço do produto na região que o importa, seja igual à soma do preço em cada região que o exporta e do preço unitário de transporte entre as regiões (Richardson, 1981, p. 29-30).

### O caso de três regiões
Podemos simplificar o caso de três regiões, se hipotéticamente considerarmos as exportações {\displaystyle (E)}, ou impotações {\displaystyle (-E)}, como função linear da diferença entre o preço de equilíbrio espacial final, e o preço intra-regional original em qualquer uma região. Assim, temos então:
{\displaystyle E_{1}=b_{1}(P_{1}-A_{1})}
{\displaystyle E_{2}=b_{2}(P_{2}-A_{2})}
{\displaystyle E_{3}=b_{3}(P_{3}-A_{3})}
onde {\displaystyle b_{1}}, {\displaystyle b_{2}} e {\displaystyle b_{3}} são constantes para as Regiões 1, 2 e 3.
Quando são conhecidos os custos de transporte {\displaystyle (T)} e os preços de equilíbrio entre a oferta e a procura em cada região {\displaystyle (A)}, ainda assim, não é possível obter directamente os preços finais em equilíbrio espacial {\displaystyle (P)}, e a direcção dos variados fluxos comerciais. O problema reside no facto de que apenas estes valores não são suficientes para mostrar quais as regiões que irão exportar, importar ou não manter qualquer troca comercial. Logo, de modo a calcular-se a solução de equilíbrio, primeiro devem identificar-se os papéis de comércio das regiões particulares, principalmente, o papel da região intermediária e o seu preço de equilíbrio.
Se na Região 1 o preço de equilíbrio for menor que o preço de equilíbrio na Região 2 e este, por sua vez, for menor que o preço de equilíbrio da Região 3, então, a Região 1 ou exportará ou não fará qualquer troca comercial, e a Região 3 ou importará ou também não realizará qualquer troca comercial. Ao existir comércio inter-regional, então {\displaystyle P_{1}>A_{1}}, {\displaystyle P_{3}<A_{3}} e {\displaystyle P_{3}=P_{1}+T_{13}}. A Região 2 tem um preço de equilíbrio maior que o preço de equilíbrio da Região 1 e menor que o preço de equilíbrio que a Região 3. Para saber, se a Região 2 exporta ou importa, devem considerar-se as regiões 1 e 3 em conjunto e determinar os respectivos preços finais de equilíbrio. Deste modo, quando {\displaystyle E_{1}+E_{3}=0} e {\displaystyle P_{3}=P_{1}+T_{13}}, conclui-se que a Região 2 irá importar, desde que {\displaystyle A_{2}>(P_{1}+T_{12})}. Por outro lado, sabe-se que irá exportar, se {\displaystyle P_{3}>(A_{2}+T_{23})}. Se qualquer uma das condições referidas não ocorrerem, então, a Região 2 não manterá qualquer fluxo comercial, isto é, {\displaystyle P_{2}=A_{2}} e {\displaystyle E_{2}=0} (Richardson, 1981, p. 30).
Ao ser determinado o papel da Região 2, podem expressar-se as funções de comércio das Regiões 2 e 3 em termos de {\displaystyle P_{1}}:
- Caso a Região 2 seja a região importadora, então pode-se considerar o equilíbrio como sendo {\displaystyle (P_{1}+T_{12})}, para {\displaystyle P_{2}}, e {\displaystyle (P_{1}+T_{13})}, para {\displaystyle P_{3}}. Pode ainda, em equilíbrio espacial, escrever-se que {\displaystyle E_{1}=-(E_{2}+E_{3})}. Substituindo as funções de comércio nesta equação e exprimindo {\displaystyle P_{2}} e {\displaystyle P_{3}} em função de {\displaystyle P_{1}}, obtém-se:

{\displaystyle b_{1}(P_{1}-A_{1})=-[b_{2}(P_{1}+T_{12}-A_{2})+b_{3}(P_{1}+T_{13}-A_{3})]}
onde
{\displaystyle P_{1}=[b_{1}A_{1}+b_{1}(A_{2}-T_{12})+b_{3}(A_{3}-T_{13})]/[b_{1}+b_{2}+b_{3}]}
Ao determinar-se {\displaystyle P_{1}}, pode então calcular-se {\displaystyle P_{2}}, {\displaystyle P_{3}}, {\displaystyle E_{1}}, {\displaystyle E_{2}} e {\displaystyle E_{3}}.
- Se, por outro lado, a Região 2 for a região exportadora, em equilíbrio tem-se que {\displaystyle E_{1}+E_{2}=-E_{3}} e {\displaystyle P_{3}=P_{2}+T_{23}=P_{1}+T_{13}}. Nesta situação, {\displaystyle P_{3}} é calculado através da seguinte equação (Machado, 2004):

{\displaystyle P_{3}=[b_{3}A_{3}+b_{1}(T_{13}+A_{1})+b_{2}(T_{23}+A_{2})]/[b_{1}+b_{2}+b_{3}]}

### Caso denregiões
Fazendo a análise a um sistema com várias regiões, verifica-se que cada uma delas pode exportar ou importar para qualquer uma outra das regiões, logo, mesmo determinando o volume líquido de comércio para cada um das regiões, ainda assim, não é possível determinar o volume de comércio entre cada "par" de regiões (Richardson, 1981, p. 31).
De modo a ser ultrapassada esta dificuldade, pode estabelecer-se um circuito eléctrico de modo a simular o sistema espacial, no qual se representam todos os valores monetário, nomeadamente, preços de equilíbrio final e custos de transporte, isto, através de um voltímetro e de um amperímetro. Caso o circuito seja correctamente construído, quando a corrente for ligada, o sistema entra instantâneamente em equilíbrio estático, fazendo-se então, as leituras do voltímetro e do amperímetro (Enke, 1951, pag. 40-47, cit. por Richardson, Harry W. – Economia regional, p. 31).
Por outro lado, o modelo de equilíbrio espacial de preços pode também ser criado como sendo um problema de programação linear, onde o objectivo é maximizar o "pagamento social líquido" (Samuelson, 1952, p. 283-303, cit. por Richardson, Harry W. – Economia regional, p. 31).
O fluxo de produtos entre os mercados onde se praticam preços baixos para os mercados de preços mais elevados, reduz as diferenças de preços e torna melhor a locação espacial dos produtos. No que diz respeito às condições de equilíbrio espacial, estas permanecem as mesmas, as exportações totais são iguais às importações totais, e o preço de um determinado produto é igual em qualquer outra região mais, ou menos, os custos unitários de transporte (Richardson, 1981, p. 32).